# Marco Fuchs
Marco Romed Fuchs (* 29. Juni 1962 in Hamburg) ist Vorstandsvorsitzender des Technologiekonzerns OHB.

## Leben
Seine Eltern Christa und Manfred Fuchs gründeten in Bremen das Raumfahrtunternehmen OHB System.
Marco Fuchs studierte Rechtswissenschaft in Berlin und Hamburg. Nach seinem Referendariat arbeitete er als Rechtsanwalt in Hamburg, bevor er an der New York University sein Masterstudium (LLM) absolvierte.
Als Attorney at law arbeitete er danach von 1992 bis 1994 bei der Wirtschaftskanzlei Jones Day in New York und Frankfurt am Main.
1995 stieg er als Prokurist in das elterliche Unternehmen OHB System AG ein. Seit dem Jahr 2000 ist er Vorstandsvorsitzender der OHB SE, seit 2011 auch der OHB System AG.

## Weitere Ämter
Beim Bundesverband der Deutschen Luft- und Raumfahrtindustrie ist Marco Fuchs Vizepräsident Raumfahrt und als BDLI-Schatzmeister tätig.
2007 war Marco Fuchs einer von drei kaufmännischen Schaffern bei der Bremer Schaffermahlzeit.
Seit Mai 2008 ist Marco Fuchs Honorarkonsul der Republik Italien für Bremen und Bremerhaven.
Marco Fuchs war zwischen 2015 und dem Saisonende 2023 als Nachfolger von Hubertus Hess-Grunewald Mitglied des Aufsichtsrats bei Werder Bremen. Vom 7. Oktober 2021 bis zum 31. März 2023 war Marco Fuchs Aufsichtsratschef beim Fußballverein Werder Bremen.
Er ist Botschafter des Bremer Kindertags.
Am 12. Mai 2023 wurde Marco Fuchs in den Aufsichtsrat der Hensoldt AG gewählt.

## Privat
Marco Fuchs ist verheiratet und Vater von zwei Kindern.

## Veröffentlichungen
- Marco Fuchs, Danela Sell, Joachim Thaeter: Ein Pionier der Raumfahrt: Manfred Fuchs – Die Biografie. Schünemann Verlag, Bremen, 2018. ISBN 978-3960470380